# The Remix Album (álbum de Vengaboys)
The Remix Album! es el primer álbum de remezclas del grupo neerlandés Vengaboys, el cual presenta diversas remezclas del álbum de estudio The Party Album. No es un álbum de estudio, al no contar con nuevas canciones.

## Listado de canciones
Todas las canciones escritas y compuestas por Danski, DJ Delmundo, excepto donde se indica. 
| The Remix Album! Standard Edition |                                                |                                                         |                      |          |  |
| N.º                               | Título                                         | Escritor(es)                                            | Productor            | Duración |  |
| 1.                                | «We're Going To Ibiza!» (Hitclub Airplay)      | E. Brown, G. Hughes, J. Calvert                         | Danski & DJ Delmundo | 3:27     |  |
| 2.                                | «We Like To Party!» (More Airplay)             |                                                         | Danski & DJ Delmundo | 5:49     |  |
| 3.                                | «Boom, Boom, Boom, Boom!!» (XXL Version)       |                                                         | Danski & DJ Delmundo | 5:22     |  |
| 4.                                | «Up & Down» (Video Mix)                        |                                                         | Danski & DJ Delmundo | 3:39     |  |
| 5.                                | «Ho Ho Vengaboys» (XXL Version)                | Pronto, Kalmani                                         |                      | 5:14     |  |
| 6.                                | «To Brazil!» (XXL)                             | A. Barroso                                              | Danski & DJ Delmundo | 4:31     |  |
| 7.                                | «Vengababes From Outer Space»                  |                                                         | Danski & DJ Delmundo | 3:26     |  |
| 8.                                | «We're Going To Ibiza!» (Hot Radio Mix)        | E. Brown, G. Hughes, J. Calvert                         | Danski & DJ Delmundo | 3:39     |  |
| 9.                                | «Parada De Tettas» (Radio XL)                  |                                                         | Danski & DJ Delmundo | 5:31     |  |
| 10.                               | «Vengaboys Megamix '99» (Edit)                 | A. Barroso, E. Brown, G. Hughes, J. Calvert, J. Menezes | Danski & DJ Delmundo | 5:09     |  |
| 11.                               | «We Like To Party!» (Jason Nevins Rmx)         |                                                         | Danski & DJ Delmundo | 6:51     |  |
| 12.                               | «Up & Down» (Airplay XXL)                      |                                                         | Danski & DJ Delmundo | 5:53     |  |
| 13.                               | «We're Going To Ibiza!» (Hitclub Extended Mix) | E. Brown, G. Hughes, J. Calvert                         | Danski & DJ Delmundo | 5:07     |  |
| 14.                               | «We Like To Party!» (DJ Vanhaze Hitmix)        | A. Barroso                                              | Danski & DJ Delmundo | 7:03     |  |
| 15.                               | «Vengaboys Megamix '99» (Full Length Version)  | A. Barroso, E. Brown, G. Hughes, J. Calvert, J. Menezes | Danski & DJ Delmundo | 7:12     |  |
| 75:13                             |                                                |                                                         |                      |          |  |